# RTL 5
RTL 5 (Radio Télévision Luxembourg 5) is een Nederlandstalige Luxemburgse televisiezender die behoort tot RTL Nederland (voorheen de Holland Media Groep). De zender zendt sinds zaterdag 2 oktober 1993 uit. RTL 5 richtte zich jarenlang vooral op de mannelijke kijker met veel zakelijke programma's en sport, maar sinds 12 augustus 2005 richt het zich op een breder publiek (in verband met de oprichting van RTL 7 die op een mannelijk publiek gericht werd) – vooral op jonge mensen met de leeftijd van 15 tot en met 35.

## Geschiedenis
In 1993 werd RTL 5 opgericht als jong broertje van RTL 4. De tweede zender van de Luxemburgse maatschappij in Nederland moest zich richten op de doelgroepen die tot dan toe niet goed genoeg werden bereikt door RTL 4; jongeren, jonge mannen en hoger opgeleiden. De programmering bestond uit veel series, zoals Knight Rider, Beverly Hills, 90210, Paradise Beach, Miami Vice, M*A*S*H, Northern Exposure, Walker, Texas Ranger, Happy Days, MacGyver, Baywatch, The A-Team en Seinfeld. Ook verhuisden de sportprogramma’s van RTL 4 naar RTL 5. Zo werd op woensdag 13 oktober 1993 de kwalificatiewedstrijd Nederland-Engeland (2-0) voor het WK voetbal 1994 in de Verenigde Staten rechtstreeks vanuit De Kuip uitgezonden op RTL 5.
Voor de hoger opgeleide doelgroep bracht RTL 5 het dagelijkse praatprogramma I.S.C.H.A. (met Ischa Meijer), TeVePure (met Jan Lenferink), Barend & Van Dorp en V-Extra (dagelijks nieuwsprogramma).
Een groot succes was dit echter niet. Vooral de programma's voor hoger opgeleiden trokken maar zeer weinig kijkers. Binnen een jaar werd daarom besloten de zender alleen te richten op de doelgroep jongeren van 15 tot 35 jaar. Nieuwsuitzendingen werden grotendeels vervangen en de praatprogramma's verdwenen of verhuisden (terug) naar RTL 4. Sport, series en eigen producties zoals Liefde is... (met Nance Coolen) en de Rabo Top 40 (met Annette Barlo) werden de pijlers van de zender.

### Holland Media Groep
Toen Veronica zich per 1 september 1995 aansloot bij de zenders van RTL, om samen de Holland Media Groep te vormen, had dit gevolgen voor RTL 5. Jongeren zouden voortaan worden bediend door Veronica. RTL 5 werd geacht klein te blijven en vooral geen kijkers af te snoepen van de twee andere zenders. In 1996 werd RTL 5 zelfs bijna opgeheven.   Dit beleid werd onderschreven door de Europese Commissie. Omdat de Holland Media Groep een te groot machtsblok op de Nederlandse televisiemarkt vormde, werd bedongen dat RTL 5 een doelgroepzender moest worden met een marktaandeel dat niet hoger mocht zijn dan vier procent. Vanaf 1 januari 1997 werd RTL 5 daarom omgevormd tot nieuwszender, die de ondertitel “Nieuws en Weer” kreeg. Een volwaardige nieuwszender zou RTL 5 nooit worden, tot grote ergernis van concurrent SBS6. De zender bleef dagelijks speelfilms uitzenden, zij het dat deze werden onderbroken door korte nieuwsbulletins.
Met de start van Net5 in 1999 gooide de zender het roer wederom om. De zender ging zich profileren om de voorkeurspositie 5 te behouden op de Nederlandse televisietoestellen en afstandsbedieningen. Het profiel van de zender werd verbreed. De ondertitel “Nieuws en Weer” verdween en presentatrices Rémi van der Elzen, Mylène de la Haye en Maya Eksteen werden aangetrokken. Door de veranderende concurrentiemarkt verviel in september 2000 ook de restrictie van de Europese Commissie. De zender mocht vanaf die datum weer een hoger marktaandeel dan vier procent halen.
Op 6 juni 2001 ging RTL Z van start met zijn financieel-economische nieuwsuitzendingen. RTL Z was een samenwerkingsverbond tussen de Holland Media Groep en Belgian Business Television. De uitzendingen waren elke werkdag tussen 09:00 uur en 18:00 uur op RTL 5. Ook waren er in de begindagen 's avonds nog korte updates.

### Toevoeging Yorin
De grootste verandering van de zender vond op 12 augustus 2005 plaats. De zender Yorin zou die dag zijn uitzendingen staken. De meeste programma's van Yorin werden verhuisd naar RTL 5. De toenmalige programma's van RTL 5 (waaronder de uitzendingen van RTL Z) verhuisden naar de nieuwe zender RTL 7, die vanaf die dag op de uitzendfrequentie van Yorin te zien was. Juridisch gezien was RTL 7 een nieuwe (Luxemburgse) zender. Voor de kijker was het enkel een verwisseling van zender: Yorin werd RTL 5 en RTL 5 werd RTL 7.

### Huidige profiel van RTL 5

#### 2005-2017
Sinds “het nieuwe” RTL 5 van start ging, was het marktaandeel van de zender flink gegroeid. Na Nederland 1, RTL 4 en SBS6 was het de best bekeken zender van Nederland. Op het nieuwe RTL 5 werden de succesvolle series van Yorin geplaatst, zoals CSI: Miami en CSI: NY. Maar ook ging het dagelijkse praatprogramma van Robert Jensen van start. Na het samengaan van Talpa en RTL in 2007 werden de succesvolle programma's De Gouden Kooi en Deal or No Deal geplaatst op RTL 5. Hiermee werd de vooravond flink verstevigd.
RTL 5 richtte zich vooral op de primaire doelgroep van 20 tot 34 jaar. Het is daarmee na RTL 4 de tweede brede zender van RTL Nederland. RTL 5 had in 2008 een marktaandeel van 9,1 procent in deze doelgroep. (In 2007: 10,1 procent.) De zender richtte zich op zowel mannen als vrouwen met o.a. So You Think You Can Dance, maar had door programma's als Holland's Next Top Model wel een licht vrouwelijk profiel. De zender had een gevarieerd aanbod aan Nederlandstalige programma's zoals Expeditie Robinson, realityprogramma's als Oh Oh Cherso en Echte meisjes in de Jungle, maar ook buitenlands drama, actie, comedyseries en films waren te zien bij RTL 5. Vanaf 2014 kreeg RTL 5 meer maatschappelijk betrokken programma's, zoals Levenslang met dwang? en Project P. Maar ook stond RTL 5 nog steeds bekend om zijn realityprogramma's en soaps van onder anderen Roy Donders en Samantha de Jong.

#### 2018-heden
Sinds 2018 zendt RTL 5 steeds meer verschillende workplace-reality programma's. Sinds 2020 richt RTL 5 zich meer op crimeprogramma's zoals Kees van der Spek: Oplichters Aangepakt en Zeeman confronteert: stalkers. Maar ook programma's als De slechtste chauffeur van Nederland en Hotter Than My Daughter zijn te zien bij RTL 5. De zender richt zich op de doelgroep van 25 tot 54 jaar.
Een half uur per dag zendt RTL 5 in het Luxemburgs uit. RTL Nederland is als Luxemburgse licentiehouder immers verplicht op een van haar televisiekanalen de nieuwsuitzending RTL De Journal, geproduceerd door de op Luxemburg gerichte zusterzender RTL Télé Lëtzebuerg, uit te zenden. Dit programma is 's ochtends op RTL 5 te bekijken, telkens tussen 5:30 en 6:00 uur.

## Beeldmerk

Van 1999 t/m 2004
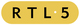
Van 2004 t/m 11 augustus 2005
Van 12 augustus 2005 t/m 26 augustus 2012
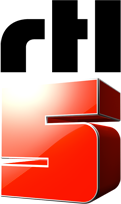
Van 27 augustus 2012 t/m 3 september 2017
Van 4 september 2017 t/m 30 april 2023
sinds 1 mei 2023

Dankzij de Luxemburgse status van RTL 5 kan het bepaalde Nederlandse regelgeving (bijvoorbeeld met betrekking tot reclame en sponsoring) ontwijken door het gebrek aan toezicht, sanctieprocedures en een toezichthouder, aangezien Luxemburg die niet kent. Zo kan RTL 5 zich makkelijk aan de Europese mediawetgeving onttrekken, terwijl zenders met een Nederlandse licentie wel gecontroleerd worden (door het Commissariaat voor de Media) en beboet worden indien zij de (Europese) mediawetgeving overtreden.

## Stem van RTL 5
Bij RTL 5 wordt er meestal een programma aangekondigd. Dit zijn mensen die dat gedaan hebben.
| Stem             | Jaren        |
| ---------------- | ------------ |
| Cees Geel        | 2012–2017    |
| Coen Swijnenberg | 2017 - heden |

## Zendernamen
- RTL 5 (1993–1996, 1999-heden)
- RTL 5: Nieuws & Weer (1996–1999)

Lijst van televisiekanalen in Nederland